# Lepanthes hurgo
Lepanthes hurgo là một loài thực vật có hoa trong họ Lan. Loài này được Luer & Béhar mô tả khoa học đầu tiên năm 2003.